# Mustafapaşa, Ürgüp
Mustafapaşa là một thị trấn thuộc huyện Ürgüp, tỉnh Nevşehir, Thổ Nhĩ Kỳ. Dân số thời điểm năm 2011 là 1.55 người.